# Yokai Monsters: One Hundred Monsters
Pour plus de détails, voir Fiche technique et Distribution.
La Malédiction des Yokai (妖怪百物語, Yōkai hyaku monogatari) est un film japonais réalisé par Kimiyoshi Yasuda, sorti en 1968.

## Synopsis
Dans un petit village, un promoteur sans scrupule cherche par tous les moyens à expulser les résidents d’une habitation qui borde un sanctuaire. Lorsque le propriétaire tente de s’interposer, il est assassiné, provoquant la colère des esprits qui hantent les lieux. Connus sous le nom de Yokai, ils ont à cœur de corriger les torts provoqués par les humains.

## Fiche technique
- Titre original : 妖怪百物語 (Yōkai hyaku monogatari?)
- Titre anglais : Yokai Monsters: One Hundred Monsters
- Réalisation : Kimiyoshi Yasuda
- Scénario : Tetsurō Yoshida
- Photographie : Yasukazu Takemura
- Musique : Chumei Watanabe (en)
- Décors : Yoshinobu Nishioka (ja)
- Montage : Kanji Suganuma (ja)
- Société de production : Daiei
- Pays de production : Japon
- Langue originale : japonais
- Format : couleur - 35 mm - 2,35:1 - son mono
- Genre : horreur
- Durée : 79 minutes[1]
- Date de sortie :
  - Japon : 20 mars 1968[1]
  - France : 12 mars 2014

## Distribution
- Jun Fujimaki (ja) : Yasutaro
- Miwa Takada : Okiku
- Mikiko Tsubouchi (ja) : Osen
- Takashi Kanda (ja) : Reimon Tajimaya
- Ryūtarō Gomi (ja) : Hotta-Buzennokami
- Yoshio Yoshida (ja) : Jusuke
- Kōichi Mizuhara (ja) :
- Jun Hamamura : Gohei
- Saburō Date (ja) : un rōnin
- Shinobu Araki (ja) : le vieux prêtre

## Suite
Ce film précède Yokai Monsters: Spook Warfare (1968) et suivi par Yokai Monsters: Along With Ghosts (1969).